# Dim Chris
Dim Chris (de son vrai nom Dimitri Schoenfeld) est un DJ français né le 29 juillet 1980 à Massy. Il s'est principalement fait connaitre au grand public avec son tube Sucker, qui est l'hymne officiel du mouvement Tecktonik.
Dim Chris a été découvert et produit par Joachim Garraud en 2006 grâce au concours des jeunes talents producteurs qu'il a remporté. En 2007, il rejoint le grand Label français DJ Center Records.
Dim Chris a fait la première partie des concerts de Lorie en 2008 en France et en Belgique après avoir remixé son titre "Play".
En 2008, Sucker est devenu un tube en France que ce soit au niveau des ventes ou dans les clubs à l'image de l'ampleur du mouvement Tektonik à cette époque. Le titre a réussi à atteindre la 5e place des ventes en France, un niveau remarquable pour un titre orienté electro et qui a été peu diffusé dans les médias que ce soit à la radio ou sur les chaines de télévision musicales.
En 2008, il sort le titre "Self Control", reprise du même titre sortie en 1984 par l'Italien Raf.
S'ensuivent de 2009 à 2011, les singles "Change the world" featuring Kaysee, "Love can't Get You Wrong" feat Angie remixé entre autres par le célèbre Néerlandais Afrojack, "Sometimes I feel" remixé par Avicii, Puis "Sometimes" et "You Found Me" en collaboration avec la chanteuse anglaise Amanda Wilson, auteur du tube "Love On my Mind" des Freemasons en 2005 et plus récemment du tube « Seek Bromance » avec Tim Berg a.k.a Avicii sorti en 2011.
De par son parcours musical né une collaboration en 2012 avec le chanteur Anglais Craig David, qui posera sa voix sur le single « Bits 'N Pieces » feat. Rosette.
Un an plus tard sort le dernier single de Dim Chris avec la chanteuse Mandy Ventrice et qui s'intitule « Human ».

## Discographie[2]

### Singles et EP
- 2006 : Feel Me / Burn It [Pool E Music]
- 2007 : Because Of You (feat. Alexander Perls) [In & Out Recordings]
- 2007 : French Kiss [Paradise Records]
- 2007 : Sucker EP [Paradise Records]
- 2008 : Self Control (avec Thomas Gold) [Paradise Records]
- 2008 : Change The World [Paradise Records]
- 2009 : Sometimes I Feel (avec Sebastien Drums feat. Polina) [Nero Recordings]
- 2009 : Love Can't Get U Wrong (feat. Angie) [Paradise Records]

- 2010 : Sometimes (feat. Amanda Wilson) [Universal Music]
- 2011 : You Found Me (feat. Amanda Wilson) [DJ Center Records]
- 2012 : Bug (avec Bream) [Flamingo Recordings]
- 2012 : Bits 'n Pieces (avec Craig David feat. Rosette) [DJ Center Records]
- 2013 : Human (feat. Mandy Ventrice) [DJ Center Records]
- 2013 : Show [Mutants]
- 2013 : Pega5us [BugEyed Records]
- 2013 : Sh!t Up [Mutants]
- 2014 : Gallardo [Run DBN]
- 2014 : Damage [Big Fish Recordings]
- 2015 : Nothing To Lose (feat. Amanda Wilson) [Change Your Mind Records]

### Remixes
- 2007 : Chris Kaeser feat. Rita Campbell - U Must Feel Something (Dim Chris Remix) [In & Out Recordings]
- 2007 : Chris Kaeser - New Family (Dim Chris Remix) [Blow Media]
- 2007 : Sebastien Drums - Influence (Dim Chris Remix) [Bitrate Records]
- 2007 : DJ Marbrax - My House Is Mine (Dim Chris Remix) [Diamond Recordz]
- 2007 : Davidson & Romano - In The Way Of Music (Dim Chris Remix) [Stoney Boy Music]
- 2007 : Alan Master T - People Hold On (Dim Chris Remix) [Paradise Records]
- 2007 : Michael Kaiser & Dan Marciano - Insanity (Dim Chris Remix) [Royal Flush]
- 2007 : Distorted feat. Witaz - Spellbound (Dim Chris Remix) [Unlove Recordings]
- 2008 : John Dahlbäck - Blink (Dim Chris Remix) [Paradise Records]
- 2008 : Splittr - All Alone (Dim Chris Remix) [Pool E Music]
- 2008 : Fred Pellichero - Fuck That (Dim Chris Remix) [Royal Flush]
- 2008 : Robbie Rivera feat. Denise Rivera - Back To Zero (Dim Chris Remix) [Juicy Music]
- 2009 : John Dahlbäck feat. Basto - Out There (Dim Chris Remix) [Paradise Records]
- 2009 : David Vendetta & Barbara Tucker - Anticipation (Dim Chris Remix) [Paradise Records]
- 2009 : Joachim Garraud feat. CB Lyon - The Answer (Dim Chris Remix) [Juicy Music]
- 2009 : Micah & Schmitz - Rush (Dim Chris Remix) [Juicy Music]
- 2009 : Ron Carroll & Superfunk - Lucky Star 2009 (Dim Chris Remix) [Paradise Records]
- 2009 : Eddie Thoneick feat. Michael Feiner - Don't Let Me Down (Dim Chris Remix) [Paradise Records]
- 2009 : Sa Trincha - Sa Trincha 2009 (Dim Chris Remix) [DJ Center Records]
- 2010 : Dennis Ferrer - Hey Hey [Defected]
- 2011 : David Vendetta feat. London Beat - I've Been Thinking About (Dim Chris Remix) [Paradise Records]
- 2011 : Tim Mason - The Moment (Dim Chris Remix) [Paradise Records]
- 2012 : Redd feat. Akon & Snoop Dogg - I'm Day Dreaming (Dim Chris Remix) [DJ Center Records]
- 2013 : Igor Blaska & The Cruzaders feat. Terri B - Do You Remember (Dim Chris Remix) [Mouvance Records]
- 2017 : Mosimann feat. Joe Cleere - Never Let You Go (Dim Chris Remix) [Parlophone]